# Jón Guðmundsson (Gelehrter)
Jón lærði Guðmundsson (Jón Guðmundsson der Gelehrte oder der Weise) (* 1574 in Ófeigsfjörður; † 1658) war ein isländischer Autodidakt und Dichter, der auch als großer Magier angesehen wurde. In seinen Schriften vereinen sich christlich-heidnischer Volksglaube mit aufklärerischen Gedanken. Man schrieb ihm zu, dass er die Türken von der Küste Islands ferngehalten habe. 

## Leben
Jón lebte die längste Zeit seines Lebens im Bezirk Strandir an der Ostküste der Westfjorde. Im Jahr 1600 heiratete er Sigríður Þorleifsdóttir.
Als im September 1615 bei Strandir eine baskische Walfang-Expedition ihre Schiffe im Sturm verloren hatte, wurden die über 40 überlebenden Schiffbrüchigen nach verschiedenen Zwischenfällen auf Befehl des Amtmanns Ari Magnússon von Ögur im Oktober ermordet und ihre Körper wurden verstümmelt. Um die Ehre der Opfer wiederherzustellen, schrieb Jón einen Bericht mit dem Titel Sönn frásaga af spanska manna skipbrotum of slagi („Die wahre Geschichte der Spanier, die Schiffbruch erlitten und erschlagen wurden“). Wegen der Kritik an dem mächtigen Amtmann musste Jón aus den Westfjorden fliehen.
1617 erließ der dänische König Christian IV. einen Erlass gegen Hexerei, der auch in Island seine Wirkung tat, auch wenn unklar ist, ob er von der Hauptversammlung in  Þingvellir unterzeichnet wurde. 1631 wurde auch Jón der Hexerei und Blasphemie beschuldigt, da er bei seinen Heilungsversuchen den Namen Gottes missbräuchlich verwendet habe. Jón konnte die Todesstrafe abwehren und wurde aus dem Land verbannt, doch wurde ihm nach einer Anhörung vor dem Gericht in Kopenhagen und einer zweiten Gerichtsverhandlung, bei dem der erste Urteilsspruch bestätigt wurde, erlaubt, die restlichen Tage seines Lebens im Osten des Landes zu verbringen.

## Werk
Jóns Dichtung gibt einen Einblick in die isländische Folklore. Im Asyl im Osten des Landes schrieb er eine Reihe von Büchern, die meisten für den Bischof in Skálholt, Brynjólfur Sveinsson. In einigen Schriften setzt er sich mit der Natur des Teufels auseinander. Paläographen schreiben ihm auch das Manuskript Lbs fragm. 14 der National- und Universitätsbibliothek Islands zu, ein Vellum in lateinischer und isländischer Sprache, das einen Zauber gegen Koliken und Gicht enthält. Der lateinische Text ist der Übersetzung des Neuen Testaments durch Erasmus von Rotterdam entnommen (Johannes 1:1–4; Matthäus 8:1–13 und 9:1–8) und durch isländische Beschwörungsformeln ergänzt.
Fast alle ähnlichen Pergamente mit Zauberformeln und Exorzismen gingen in den vom dänischen Adel initiierten Hexenverfolgungen des 17. Jahrhunderts, bei denen 21 Menschen verbrannt wurden, verloren.